# Arménské knížectví v Kilíkii
Arménské knížectví v Kilíkii (arménsky Կիլիկիայի հայոց իշխանություն) neboli také Rubenidské knížectví, zkráceně Kilíkijská Arménie nebo zeměpisně Malá Arménie (nezaměňovat s Malou Arménií u Černého moře), byl středověký státní útvar na pomezí dnešního Turecka a Sýrie, na březích Alexandrettského zálivu. Arménské knížectví v Kilíkii byl stát založený arménskými uprchlíky, kteří do Kilíkie emigrovali před seldžuckou invazí na Kavkaze. Nezávislý byl přibližně v letech 1078 až 1375.
Knížectví v Kilíkii bylo založeno Rubenidskou dynastií, vedlejší větví Bagratidské dynastie, která vládla ve Velké Arménii a Gruzii. Během křížových výprav byli Arméni blízkými spojenci evropských křižáků a sami se nazývali baštou křesťanství na východě.

## Dějiny

### Kilíkie pod vládou Byzance
Byzantská vojska dobyla na Arabech oblast Kilíkie roku 965 za vlády císaře Nikefora II. Místní muslimové byli vyhnáni a jejich místo začali zaujímat do země zvaní křesťanští osadníci ze Sýrie a Arménie. Císař Basileios II. Bulgaroktonos (976–1025) se pokusil rozšířit jím oblast Kilíkie směrem na východ do Vaspurakanu a arabské državy v Sýrii na jihu. Díky byzantskému vojenskému tažení byla Kilíkie rozšířena o oblast Kappadokie a o hornaté oblasti severní Sýrie a Mezopotámie.
Arménská migrace se ještě zvětšila po formální anexi Velké Arménie Byzancí roku 1015 a o devatenáct let později následovala další velká migrační vlna, když seldžučtí Turci dobyli oblast původní domoviny Arménů. Po pádu Bagratovské Arménie a během následujících staletí byl arménský stát neschopen se obnovit a nabýt zpět svou nezávislost a zůstal tak pod nadvládou seldžuckých kmenů.

### Vybudování arménské moci vKilíkii

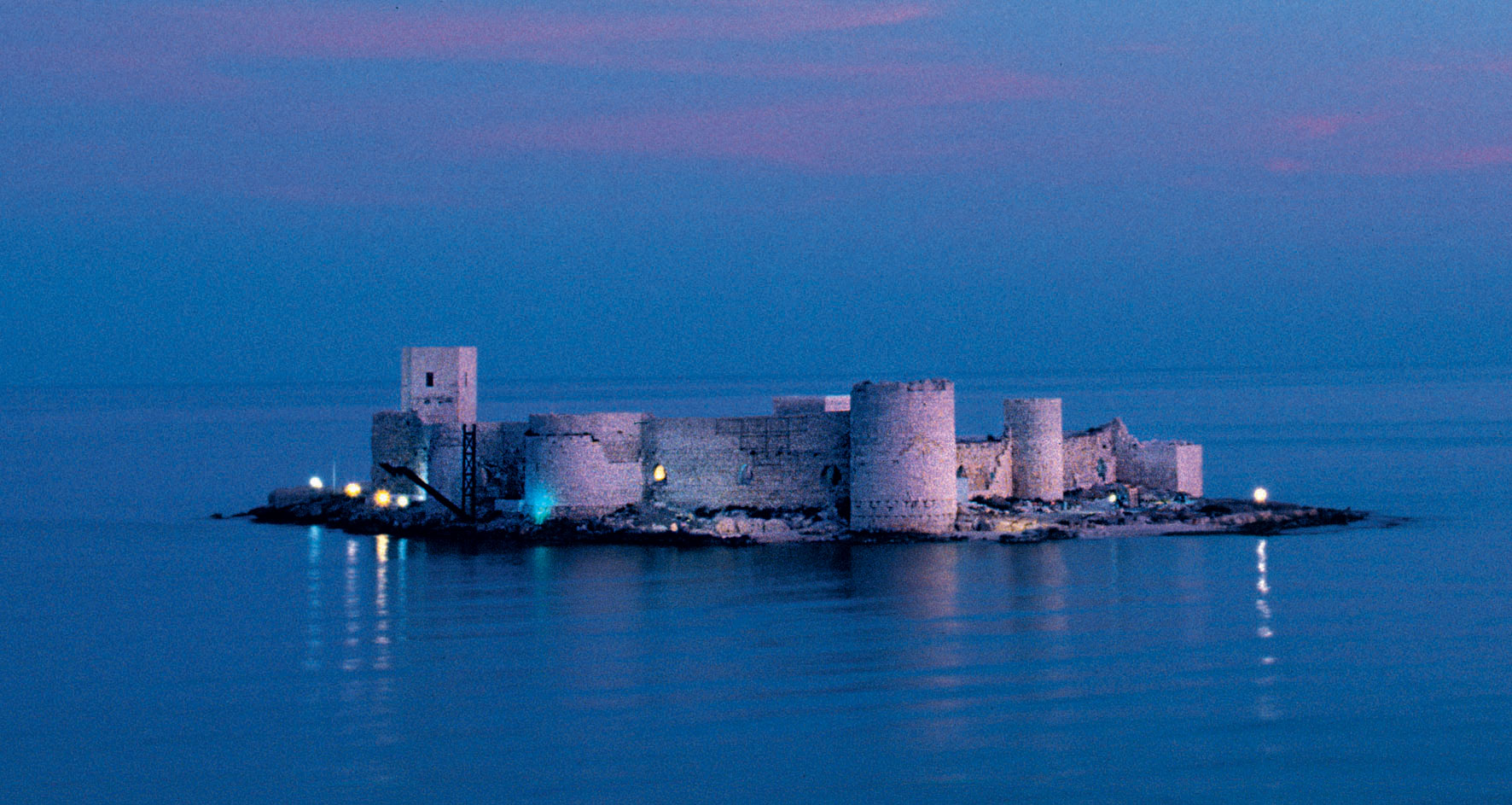
Pevnost Korikos v Kilíkijské Arménii, 13. století

Místní Arméni začali sloužit Byzantské říši jako vojáci a guvernéři, převzali tak kontrolu na místními důležitými mocenskými centry. Když začala v chaotických letech po bitvě u Mantzikertu byzantská moc v oblasti slábnout, někteří mocní Arméni využili příležitosti se osamostatnit, zatímco ostatní zůstali, alespoň formálně, Konstantinopoli loajální. Nejúspěšnější z těchto raných válečníků, byl bývalý generál císaře Romana IV. Philaretos Brachamios. Mezi léty 1078–1085 Philaretos vybudoval knížectví sahající od Malatye na severu k Antiochii na jihu a Kilíkie na západě po Edessu na východě. Do země pozval mnoho arménských šlechticů, kterým daroval pozemky a hrady. Po Philaterově smrti se však říše rozpadla zpět na malá panství.
Jedním z těchto šlechticů byl Ruben, který byl úzce spřízněn s posledním bagratovským arménským králem Gagikem II. Ruben věděl, že nebude schopen obnovit bagratovské království, proto se rozhodl povstat proti byzantské moci v Kilíkii. Ruben získal pro svou věc další arménské šlechtické pozemkové magnáty. Tak bylo roku 1080 v Kilíkii zřízeno nezávislé arménské knížectví, budoucí království, kterému vládl Ruben a jeho nástupci (též zvaní Rubenidé).
Koncem 11. století, po Rubenově smrti roku 1095 existovalo v oblasti Kilíkie šest důležitých knížectví:
- Lampron a Babaron, nacházející se v jižním konci Kilíckých bran, kterému vládl bývalý byzantský generál Oshin, zakladatel významné Hethumidské dynastie.
- Na severovýchodě se nacházelo knížectví Rubenova syna Konstantina I. Jeho moc se opírala o pevnosti Partzapert a Vahka.
- Marašské knížectví se nacházelo ještě dále na severovýchod mimo území Kilíkie, kterému vládl Tatoul, bývalý byzantský místodržící.
- Východně od Maraše držel arménský šlechtic Vasil pevnosti Raban a Kesoun, byl však seldžuckým vazalem.
- Severně od Vasila se nacházelo Malatayské knížectví, kterému vládl Gabriel z Meliteny, jeden z Rubenových bývalých úředníků, rovněž jako vazal Seldžuckých Turků.
- A nakonec na východě leželo Edesské panství, kterému vládl Gabrielův zeť Thoros.

### Rubenidské knížectví v době první křížové výpravy

Kilíkijská Arménie s křižáckými státy roku 1135

Během vlády Konstantina I., křižáci postupovali Anatolií dále na východ dobýt Jeruzalém. V křižácích Arméni v Kilíkii získali mocné spojence, díky kterým Kilíkii osvobodili od Turků a zabezpečili ji díky založením křižáckých států Edesské hrabství a Antiochijské knížectví. Arménská pomoc byla pro křižáky velmi cenná, tak že papež Řehoř XIII. řekl:
„Mezi dobrými skutky, které arménský lid vykonal vůči církvi a křesťanskému světu může být zejména zdůrazněno, v oněch časech, kdy křesťanští princové a válečníci táhli získat zpět zemi svatou, žádný jiný lid ani národ, s takovým zanícením, nadšením a věrností nepřispěchal na pomoc, jako tak učinili Arméni, kteří zásobili křižáky koňmi, potravinami a doprovodem. Arméni pomohli těmto válečníkům s rozhodností a věrností během svaté války“ (Ecclesia Romana, 1584)
Arméni se poté na dvě století stali částečně spojenci, částečně protivníky křižáků.
Nakonec se objevilo posílení centrální moci, pod žezlem vzestupující moci Rubenidských knížat. Ve 12. století Arméni unikli o vlas uvržení zpět pod byzantskou nadvládu. Kníže Lev I. Arménský připojil arménská pobřežní města pod vládu Arménského knížectví, čímž upevnil svou obchodní dominanci v oblasti. V roce byl však 1137 Lev I. poražen a s několika dalšími členy jeho rodiny zajat byzantským císařem Janem II. Komnenem, který Kilíkii nepřestal považovat za byzantskou provincii. Leon I. zemřel ve vězení o tři roky později. Jeho nástupce Thoros II. byl také uvězněn, ale roku 1141 se mu podařilo uprchnout a postavit se znovu do čela protibyzantské politiky v Kilíkii. Zpočátku byl úspěšný, ale nakonec roku 1158 odpřisáhl svou věrnost císaři Manuelu I.
Arménský stát se v této době stal již tak významným, že se sídlo hlavy Arménské církve přeneslo do mocné pevnosti na Eufratu Qal'at ar-Rumu a rubenidská knížata v Kilíkii pokračovala ve své vládě.

### Vznik království

Znak prvního krále Lva I.

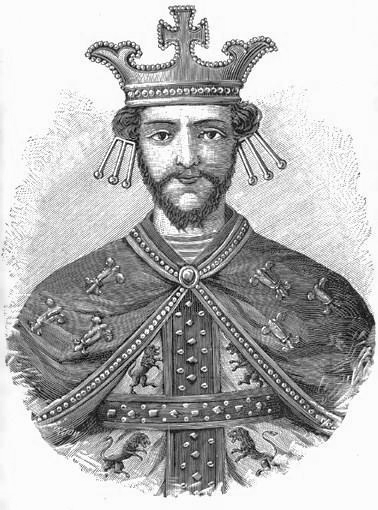
První arménský král v Kilíkii Lev I.

V roce 1187 přišel k moci kníže Lev II. a stal se nejdůležitější postavou arménského knížectví v Kilíkii. Během své vlády čelil nepřátelským vládcům z Konyi, Aleppa i Damašku. Tímto připojil ke Kilíkii nová území a zdvojnásobil rozlohu arménského pobřeží. Také vynaložil velké úsilí na rozšíření arménské vojenské moci. V té době egyptský sultán Saladin svou invazí do Jeruzalémského království velmi oslabil křižácké státy a bezprostředně vyvolal třetí křížovou výpravu. Lev II. z této situace profitoval zlepšením svých vztahů s Evropany. Díky podpoře římsko-německého císaře Fridricha I. Barbarossy a jeho syna Jindřicha VI. bylo Arménské knížectví povýšeno na království. Roku 1198 si Lev II. zabezpečil svou korunu a stal se prvním arménským králem v Kilíkii.